# Tezohuatepec
Tezohuatepec är en ort i Mexiko.   Den ligger i kommunen Chignautla och delstaten Puebla, i den sydöstra delen av landet, 190 km öster om huvudstaden Mexico City. Tezohuatepec ligger 2 103 meter över havet och antalet invånare är 510.
Terrängen runt Tezohuatepec är huvudsakligen kuperad, men norrut är den bergig. Runt Tezohuatepec är det ganska tätbefolkat, med 179 invånare per kvadratkilometer. Närmaste större samhälle är Teziutlan, 4,2 km öster om Tezohuatepec. I omgivningarna runt Tezohuatepec växer huvudsakligen savannskog.